# Bimanees (taal)
Bimanees, ook Bima, is een Austronesische taal die door ongeveer 500.000 (1989) mensen wordt gesproken in het oosten van Soembawa, een eiland dat onderdeel is van de Kleine Soenda-eilanden (Indonesië).

## Classificatie
- Austronesische talen (1268)
  - Malayo-Polynesische talen (1248)
    - Centraal-Oostelijke talen (708)
      - Centraal-Malayo-Polynesische talen (168)
        - Bima-Soembatalen (27)
          - Bimanees

Anakalangu · Bimanees · Dhao · Ende-Liotalen (4) · Kamberaas · Kepo' · Kodisch · Komodo · Lambojaas · Laura · Mamboru · Manggarai · Ngadha · Oost-Ngadha · Paluees · Rajong · Rembong · Riung · Rongga · Savunees · So'a · Wadjewaas · Wae Rana · Wanukaka